# 重慶龍屬
重慶龍屬（屬名：[Chungkingosaurus] 错误：{{Lang}}：文本有斜体标记（帮助），意為「重慶蜥蜴」）是劍龍科恐龍的一屬，生存於晚侏羅世時期的中國，化石發現於今重慶市江北區的上沙溪廟組地層。

## 發現及物種
模式種是江北重慶龍（C. jiangbeiensis），化石是在1977年發現於重慶，並由董枝明、周世武、張奕宏在1983年所描述、命名。在1970年代，中國出土了許多劍龍類恐龍，重慶龍是其中最小的一種。

## 古生物學

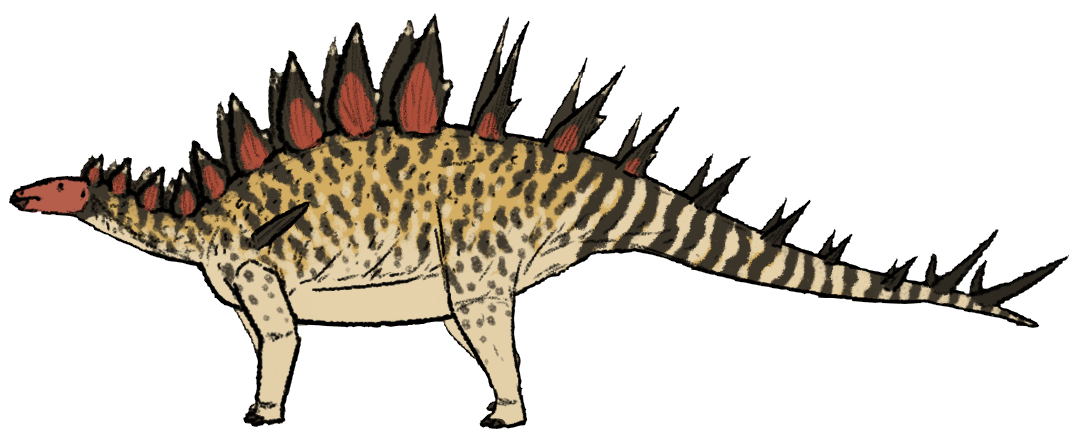
江北重慶龍的復原圖

重慶龍是體型最小的劍龍科恐龍之一，身長約3-4公尺。牠的尾巴至少有五條尾刺。頭顱骨相當高及狹窄，背板大及厚。如同其他劍龍類恐龍，重慶龍是草食性的恐龍。重慶龍的背部有成對排列的尖狀骨板，但總數量未知。重慶市博物館的一個標本有14對骨板，以及2對尾刺。
重慶龍被認為與其他大型植食性恐龍與劍龍科恐龍生存於同一區域，例如：嘉陵龍、沱江龍、馬門溪龍、峨嵋龍。同一區域的掠食動物則有永川龍與四川龍。

## 外部連結
- http://web.me.com/dinoruss/de_4/5a776e3.htm （页面存档备份，存于）
- https://web.archive.org/web/20090729092426/http://www.thescelosaurus.com/stegosauria.htm